# 336
336 (CCCXXXVI) fue un año bisiesto comenzado en jueves del calendario juliano, en vigor en aquella fecha.
En el Imperio romano, el año fue nombrado como el del consulado de Nepotiano y Facundo, o menos comúnmente, como el 1089 Ab urbe condita, adquiriendo su denominación como 336 a principios de la Edad Media, al establecerse el anno Domini.

## Acontecimientos
- 18 de enero: en Roma (Italia), Marcos de Ostia es elegido papa de la Iglesia católica. Fallecerá unos meses después.

## Nacimientos
- Cromacio de Aquilea, obispo, escritor y santo católico italiano (f. 406/407).

## Fallecimientos
- 7 de octubre: Marcos de Ostia, papa italiano.
- Arrio, obispo egipcio, fundador del cristianismo arriano; asesinado (n. 256).